# Вораяха
Вораяха (устар. Вора-Яха) — река в России, протекает по Ямало-Ненецкому АО. Устье реки находится в 2 км от устья по левому берегу реки Хэкудьяха. Длина реки составляет 25 км. В 2 км от устья по левому берегу впадает река Воратаркаяха.

## Данные водного реестра
По данным государственного водного реестра России относится к Нижнеобскому бассейновому округу, водохозяйственный участок реки — Пур. Речной бассейн реки — Пур.
Код объекта в государственном водном реестре — 15040000112115300055752.